# Kecső-patak
A Kecső-patak az Aggteleki-karszt területén ered, Szlovákia déli részén, Kecső falutól északi irányban.

## Leírása
A patak Jósvafő településnél éri el a Jósva patakot. Ugyanakkor a patak vize kisvíz esetén nem jut el hazánkba, csak nagyobb vízhozam esetén. A patak mentén helyenként édesvízi mészkőkiválásokat lehet találni. A patak mellett nyílt a Néti-lyuk.

## Élővilága

### Faunája
A patakban védett, bizonyos esetekben veszélyeztetett természetvédelmi státuszú, olykor ritka tegzesfajok élnek, mint például a Rhyacophila fasciata, a Rhyacophila obliterata, a Rhyacophila tristis, a Plectrocnemia conspersa, a Tinodes unicolor, az Annitella obscurata, a Chaetopteryx fusca, a Halesus digitatus, a Halesus tesselatus.

## Part menti települések
- Kecső (Szlovákia)
- Jósvafő